# Hoplophorella inepta
Hoplophorella inepta är en kvalsterart som först beskrevs av Wojciech Niedbała 1984.  Hoplophorella inepta ingår i släktet Hoplophorella och familjen Phthiracaridae. Inga underarter finns listade i Catalogue of Life.